# بتي هان بازار
بتي هان بازار (بالفارسية: پتی هان بازار) هي قرية تقع في منطقة بولان في إيران. يقدر عدد سكانها بـ 373 نسمة بحسب إحصاء 2016.